# 13の理由 (テレビドラマ)
『13の理由』（原題: 13 Reasons Why）は、ジェイ・アッシャーが2007年に発表した同名の小説を基に、ブライアン・ヨーキーが製作したアメリカのティーンドラマテレビシリーズ。
Netflixによって第1シーズンは2017年3月31日、第2シーズンは2018年5月18日、第3シーズンは2019年8月23日、最終第4シーズンは2020年6月5日に公開された。

## ストーリー
ティーンエイジャーのクレイ・ジェンセンが学校から帰宅すると、玄関に7本のカセットテープが入った箱が置いてあることに気がつく。それには2週間前に自殺した同級生、ハンナ・ベイカーが自らこの世を去る決断をした13の理由が録音されていた。

## 登場人物

### 「リバティー・ハイスクール」生徒
クレイ・ジェンセン
演：ディラン・ミネット/吹き替え：杉山紀彰
ハンナ・ベイカーと同級生で、彼女に密かに好意を持っていた少年。ある日カセットテープを送られ、彼女の死の真相に近づいていくことになる。
ハンナ・ベイカー
演：キャサリン・ラングフォード/吹き替え：山根舞
2週間前に自殺した少女。リバティ・スクールに転校し、最初にデートをしたジャスティンにスカートの中が見える写真を撮られ、それが他の生徒らにより拡散されて以降「尻軽女」という評判がつくようになり、その後も親しくなった生徒達との間にことごとく不幸があり、徐々に孤立していく。死の直前、この世を去る理由がハンナ当人を含めた13人にあるとして、カセットテープを回させる方法で自分の声を彼らに聞かせようとする。
トニー・パディーラ
演：クリスチャン・ナバロ/吹き替え：谷口悠
クレイの親友。カセットテープなど古いものを好む。13人以外でハンナのテープを全て聞いた一人で、クレイにハンナの死の真相を知るよう促していく。
ジャスティン・フォーリー
演：ブランドン・フリン/吹き替え：新祐樹
バスケ部の有望な選手で、ハンナと最初に親しくした生徒。典型的なプアホワイトの母子家庭で育ち、軽薄な態度を取る一方母親の面倒はよく見ている。
ジェシカ・デイビス
演：アリーシャ・ボー/吹き替え：濱口綾乃
ハンナと親しくなった一人で、後にチアリーダー部に所属しジャスティンの恋人となる。父親は空軍の兵士。
ブライス・ウォーカー
演：ジャスティン・プレンティス/吹き替え：小田柿悠太
ジャスティンの友人にして、裕福な家庭の子息。しかし実際は傍若無人な行動が目立つ。
コートニー・クリムゼン
演：ミシェル・セレーネ/吹き替え：弘松芹香
生徒会の一員。同性愛者であり、ある日ハンナと弾みでキスをするが、それが明らかになったことで彼女と疎遠になる。
マーカス・コール
演：スティーブン・シルバー/吹き替え：大泊貴揮
生徒会の一員。実際は狡猾な性格で、無関係を装いながら事態の隠蔽を図る。
ザック・デンプシー
演：ロス・バトラー/吹き替え：水中雅章
バスケ部のエース。追い詰められるハンナに同情を寄せるが、強引な接し方からハンナのほうからは疎まれる。
アレックス・スタンダール
演：マイルズ・ハイザー/吹き替え：野田てつろう
かつてハンナ、ジェシカと友人関係になるが、やがてジャスティンやブライスと交流を持つようになる。父親は警察官。
タイラー・ダウン
演：デヴィン・ドルイド/吹き替え：霧生晃司
クラスの写真を撮リ続ける。大人しい性格だが、ハンナに対して盗撮をするといった一面も見られる。
シェリ・ホランド
演：エイジオナ・アレクサス/吹き替え：小若和郁那
チアリーダー部の一員。クレイと親しくなるが、実はあるきっかけでハンナを傷つけるきっかけを引き起こす。
ライアン・シェイバー
演：トミー・ドーフマン/吹き替え：渡辺和貴
新聞部の部長で、ハンナを追悼する特別号を作っている。実はハンナの書いた詩を勝手に掲載してしまった。
モンゴメリー・デラクルス
演：ティモシー・グラナデロス/吹き替え：西谷修一
ブライスの友人。乱暴な性格で、周囲に対して攻撃的な態度を繰り返す。
スカイ・ミラー
演：ソシー・ベーコン/吹き替え：寺依沙織
カフェでバイトをしているパンク少女。クレイとの親交が深い。
ジェフ・アトキンス
声：ブランドン・ラーラクエンテ/吹き替え：霧生晃司
スポーツマンながらクレイの親友だった。ハンナに好意を寄せるクレイの後押しをする。

### 大人たち
オリヴィア・ベイカー
演：ケイト・ウォルシュ/吹き替え：斎賀みつき
ハンナの母親。娘の死の真相に少しずつ近づいていく。
アンディ・ベイカー
演：ブライアン・ダーシー・ジェームズ/吹き替え：矢野智也
ハンナの父親。ドラッグストアを経営しているが、娘の死に加え、隣に大手チェーンが出来たことの危機にも瀕している。
ケビン・ポーター
演：デレク・ルーク/吹き替え：西谷修一
リバティー・ハイスクールの教師にして生徒達のカウンセラー。ハンナがたびたび受けた行為がいじめであると見ている。
レイニー・ジェンセン
演：エイミー・ハーグリーブス/吹き替え：寺依沙織
クレイの母親。弁護士であり、ハンナの死の真相に近づいていく息子に心配を見せる。
マット・ジェンセン
演：ジョシュ・ハミルトン/吹き替え：増元拓也
クレイの父親。息子に対し寛大でアドバイスを行う。

## エピソード
| シーズン | シーズン | 話数 | 話数 | 放送期間      | 放送期間      |
| -------- | -------- | ---- | ---- | ------------- | ------------- |
|          | 1        | 13   | 13   | 2017年3月31日 | 2017年3月31日 |
|          | 2        | 13   | 13   | 2018年5月18日 | 2018年5月18日 |
|          | 3        | 13   | 13   | 2019年8月23日 | 2019年8月23日 |
|          | 4        | 10   | 10   | 2020年6月5日  | 2020年6月5日  |

＊各シーズン全話一斉配信

### シーズン1 (2017)
| 通算 話数 | シーズン 話数 | タイトル                          | 監督                 | 脚本                 | 公開日        |
| --------- | ------------- | --------------------------------- | -------------------- | -------------------- | ------------- |
| 1         | 1             | "カセット1: A面" "Tape 1, Side A" | トム・マッカーシー   | Brian Yorkey         | 2017年3月31日 |
| 2         | 2             | "カセット1: B面" "Tape 1, Side B" | トム・マッカーシー   | Brian Yorkey         | 2017年3月31日 |
| 3         | 3             | "カセット2: A面" "Tape 2, Side A" | ヘレン・シェイヴァー | Diana Son            | 2017年3月31日 |
| 4         | 4             | "カセット2: B面" "Tape 2, Side B" | ヘレン・シェイヴァー | Thomas Higgins       | 2017年3月31日 |
| 5         | 5             | "カセット3: A面" "Tape 3, Side A" | Kyle Patrick Alvarez | Julia Bicknell       | 2017年3月31日 |
| 6         | 6             | "カセット3: B面" "Tape 3, Side B" | Kyle Patrick Alvarez | Nic Sheff            | 2017年3月31日 |
| 7         | 7             | "カセット4: A面" "Tape 4, Side A" | グレッグ・アラキ     | Elizabeth Benjamin   | 2017年3月31日 |
| 8         | 8             | "カセット4: B面" "Tape 4, Side B" | グレッグ・アラキ     | Kirk Moore           | 2017年3月31日 |
| 9         | 9             | "カセット5: A面" "Tape 5, Side A" | カール・フランクリン | Hayley Tyler         | 2017年3月31日 |
| 10        | 10            | "カセット5: B面" "Tape 5, Side B" | カール・フランクリン | Nathan Louis Jackson | 2017年3月31日 |
| 11        | 11            | "カセット6: A面" "Tape 6, Side A" | Jessica Yu           | Diana Son            | 2017年3月31日 |
| 12        | 12            | "カセット6: B面" "Tape 6, Side B" | Jessica Yu           | Elizabeth Benjamin   | 2017年3月31日 |
| 13        | 13            | "カセット7: A面" "Tape 7, Side A" | Kyle Patrick Alvarez | Brian Yorkey         | 2017年3月31日 |

### シーズン2 (2018)
| 通算 話数 | シーズン 話数 | タイトル                                            | 監督                 | 脚本                              | 公開日        |
| --------- | ------------- | --------------------------------------------------- | -------------------- | --------------------------------- | ------------- |
| 14        | 1             | "1枚目の写真" "The First Polaroid"                  | グレッグ・アラキ     | Brian Yorkey                      | 2018年5月18日 |
| 15        | 2             | "女同士のキス" "Two Girls Kissing"                  | グレッグ・アラキ     | Thomas Higgins                    | 2018年5月18日 |
| 16        | 3             | "酔った尻軽女" "The Drunk Slut"                     | Karen Moncrieff      | Marissa Jo Cerar                  | 2018年5月18日 |
| 17        | 4             | "2枚目の写真" "The Second Polaroid"                 | Karen Moncrieff      | Hayley Tyler                      | 2018年5月18日 |
| 18        | 5             | "ラインカー" "The Chalk Machine"                    | Eliza Hittman        | Nic Sheff                         | 2018年5月18日 |
| 19        | 6             | "港で見せた笑顔" "The Smile at the End of the Dock" | Eliza Hittman        | Julia Bicknell                    | 2018年5月18日 |
| 20        | 7             | "3枚目の写真" "The Third Polaroid"                  | Michael Morris       | Brian Yorkey                      | 2018年5月18日 |
| 21        | 8             | "我が愛しき娘" "The Little Girl"                    | Michael Morris       | Felischa Marye                    | 2018年5月18日 |
| 22        | 9             | "破られたページ" "The Missing Page"                 | Kat Candler          | Rohit Kumar                       | 2018年5月18日 |
| 23        | 10            | "ほら笑えよ" "Smile, Bitches!"                      | Kat Candler          | Kirk Moore                        | 2018年5月18日 |
| 24        | 11            | "ブライスとクロエ" "Bryce and Chloe"                | Jessica Yu           | Marissa Jo Cerar & Thomas Higgins | 2018年5月18日 |
| 25        | 12            | "写真が入った箱" "The Box of Polaroids"             | Jessica Yu           | Hayley Tyler & Brian Yorkey       | 2018年5月18日 |
| 26        | 13            | "さよなら" "Bye"                                    | Kyle Patrick Alvarez | Brian Yorkey                      | 2018年5月18日 |

### シーズン3 (2019)
| 通算 話数 | シーズン 話数 | タイトル                                                                                                  | 監督                   | 脚本 | 公開日        |
| --------- | ------------- | --- | ---------------------- | --- | ------------- |
| 27        | 1             | "転入生" "Yeah. I'm the New Girl"                                                                         | Michael Morris         | Brian Yorkey | 2019年8月23日 |
| 28        | 2             | "生きてる限りウソつき" "If You're Breathing, You're a Liar"                                               | Michael Morris         | Allen MacDonald | 2019年8月23日 |
| 29        | 3             | "善人も悪人も大差はない" "The Good Person Is Indistinguishable from the Bad"                              | Jessica Yu             | Hayley Tyler | 2019年8月23日 |
| 30        | 4             | "怒れる若い男" "Angry, Young and Man"                                                                     | Jessica Yu             | Thomas Higgins | 2019年8月23日 |
| 31        | 5             | "誰もクリーンじゃない" "Nobody's Clean"                                                                   | ブロンウェン・ヒューズ | Trevor Marti Smith | 2019年8月23日 |
| 32        | 6             | "悲しみ方でその人が分かる" "You Can Tell the Heart of a Man by How He Grieves"                            | ブロンウェン・ヒューズ | Mfoniso Udofia | 2019年8月23日 |
| 33        | 7             | "クレイにはいくつも問題がある" "There Are a Number of Problems with Clay Jensen"                          | Kevin Dowling          | Julia Bicknell | 2019年8月23日 |
| 34        | 8             | "高校では誰が味方か分からない" "In High School, Even on a Good Day, It's Hard to Tell Who's on Your Side" | Kevin Dowling          | Felischa Marye | 2019年8月23日 |
| 35        | 9             | "いつも悪い知らせを待ってる" "Always Waiting for the Next Bad News"                                       | Aurora Guerrero        | M.K. Malone | 2019年8月23日 |
| 36        | 10            | "深まる疑惑" "The World Closing In"                                                                       | Aurora Guerrero        | 原案: Rohit Kumar and Allen MacDonald & Thomas Higgins & Hayley Tyler 脚本: Allen MacDonald & Thomas Higgins & Hayley Tyler & Brian Yorkey | 2019年8月23日 |
| 37        | 11            | "秘密" "There Are a Few Things I Haven't Told You"                                                        | Kevin Dowling          | Helen Shang | 2019年8月23日 |
| 38        | 12            | "事のいきさつ" "And Then the Hurricane Hit"                                                               | Kevin Dowling          | 原案: Thomas Higgins & Hayley Tyler & Trevor Marti Smith 脚本: Allen MacDonald & M.K. Malone & Helen Shang                                 | 2019年8月23日 |
| 39        | 13            | "死者をして死者を葬らしめよ" "Let the Dead Bury the Dead"                                                 | John T. Kretchmer      | Brian Yorkey | 2019年8月23日 |

### シーズン4 (2020)
| 通算 話数 | シーズン 話数 | タイトル                                     | 監督                 | 脚本                                              | 公開日       |
| --------- | ------------- | -------------------------------------------- | -------------------- | ------------------------------------------------- | ------------ |
| 40        | 1             | "冬休み" "Winter Break"                      | ラッセル・マルケイ   | Brian Yorkey                                      | 2020年6月5日 |
| 41        | 2             | "大学見学" "College Tour"                    | ラッセル・マルケイ   | Allen MacDonald                                   | 2020年6月5日 |
| 42        | 3             | "バレンタインデー" "Valentine's Day"         | Michael Sucsy        | Hayley Tyler                                      | 2020年6月5日 |
| 43        | 4             | "卒業前のキャンプ旅行" "Senior Camping Trip" | Michael Sucsy        | Thomas Higgins                                    | 2020年6月5日 |
| 44        | 5             | "ハウスパーティー" "House Party"             | ブレンダ・ストロング | M. K. Malone Franky D. Gonzalez                   | 2020年6月5日 |
| 45        | 6             | "木曜日" "Thursday"                          | ブレンダ・ストロング | Evangeline Ordaz                                  | 2020年6月5日 |
| 46        | 7             | "大学の面接" "College Interview"             | Sunu Gonera          | Allen MacDonald & Hayley Tyler & Evangeline Ordaz | 2020年6月5日 |
| 47        | 8             | "合否" "Acceptance/Rejection"                | Sunu Gonera          | Sahar Jahani Thomas Higgins                       | 2020年6月5日 |
| 48        | 9             | "プロム" "Prom"                              | Tommy Lohmann        | Brian Yorkey                                      | 2020年6月5日 |
| 49        | 10            | "卒業" "Graduation"                          | Brian Yorkey         | Brian Yorkey                                      | 2020年6月5日 |

## 製作
2011年2月8日、ユニバーサル・スタジオが本作の原作となるジェイ・アッシャーの小説『13 Reasons Why』の映画化権を購入し、ハンナ・ベイカー役にセレーナ・ゴメスがキャスティングされた。2015年10月29日、Netflixが同小説の映像化を行うことが発表され、代わりにセレーナ・ゴメスが製作総指揮を務めることが明らかになった。 
2016年夏、撮影がカリフォルニア北部の町、ヴァレーホ、ベニシア、サンラファエル、クロケット、セバストポリで行われた。撮影には、俳優たちのためにセラピードッグが手配された。
2017年5月7日、Netflixはシーズン2にリニューアルしたことを発表し、2018年5月18日に配信された。シーズン1と同じく13話構成、製作総指揮はセレーナ・ゴメスが続投した。シーズン1は、ジェイ・アッシャーの小説「13 Reasons Why」に基づいていたが、シーズン2は完全オリジナルになっている。
2018年末にシーズン3の製作の開始がアナウンスされ、2019年8月23日に配信された。シーズン1・2に続き13話構成となったが、シーズン1・2と比較すると、セレーナ・ゴメスの本シーズンへの大きな関与は見られていない。その象徴として、本シーズンではセレーナ・ゴメスによる主題歌の製作はなかった。また、シーズン2よりクロエ・ライスを演じるアン・ウィンターズは、「一度もセレーナを見ていない」とUS Weaklyに語っている。しかし、依然として制作には関わっており、シーズン3の予告映像をTwitter上でリツイートしている。
シーズン3配信の数週間前に、Netflixは配信直後から激しい批判と議論を起こしていたシーズン1の生々しい自殺シーンを削除することを発表している。（詳細は後述 #自殺シーンの削除と社会的影響）
2019年8月1日、シーズン4へのリニューアルとそのシーズンで完結することが発表された。最終第4シーズンは2020年6月5日に配信された。

## 評価

### 批評
第1シーズンは、批評集積サイトのRotten Tomatoesに63件のレビューがあり、批評家支持率は78%、平均点は10点満点で7.14点となっている。また、Metacriticには17件のレビューがあり、加重平均値は76/100となっている。批評家からは、特に主人公を演じたキャサリン・ラングフォードの演技が絶賛された。
第2シーズンは、Rotten Tomatoesに51件のレビューがあり、批評家支持率は27%、平均点は10点満点で5.31点となっている。また、Metacriticには16件のレビューがあり、加重平均値は49/100となっている。
第3シーズンは、Rotten Tomatoesに17件のレビューがあり、批評家支持率は12%、平均点は10点満点で1.43点となっている。また、Metacriticには4件のレビューがあり、加重平均値は23/100となっている。

### 受賞とノミネート
- 第75回ゴールデングローブ賞：テレビドラマ部門主演女優賞ノミネート（キャサリン・ラングフォード）
- 第22回サテライト賞：テレビドラマ部門作品賞, テレビドラマ部門女優賞ノミネート（キャサリン・ラングフォード）

## 論争

### 自殺シーンの削除と社会的影響
アメリカ児童青年精神医学会（AACAP）は雑誌に、シーズン1の公開後の4月に10代の自殺が急増したとする調査を掲載した。また、配信直後から、自殺シーンに対する批判が相次いでいた。
シーズン1の最終話（13話）では、ハンナ・ベイカーが自殺するために両親が経営する店から刃物を盗むシーン、そして、お湯をはったバスタブの中で手首を刃物で切り自殺するシーンが描かれている。
Netflixと制作陣は当該のシーンを擁護している。プロデューサーのジョイ・ゴーマンは、「子供たちは知るべきだと思います。自分が体験していることの多くを、誰もが体験しているということを」とバズフィードに対して語っている。また、脚本を担当したニック・シェフは、「Vanity Fair」に寄稿したコラムで、自殺シーンを描いたのは、自身がメンタルヘルスの問題を抱え、自殺未遂を経験しているからだとしている。
「実際の自殺がどのようなものかを見せる絶好の機会だと思いました。眠るように眠るという神話を打ち消し、視聴者に現実を直視して欲しいと思いました。燃え盛る建物から飛び降りたら、それ以上の地獄が待ち受けているということを」
2019年7月16日、NetflixはTwitter上で当該シーンを削除したことを発表した。過去の熱心な擁護から一転したものだった。Netflixの担当者はハフポストの取材に対し「若い人の難しい問題を扱った力強い作品と思っているが、その分様々な調査結果が出ていることは把握していた。多数の専門家らにアドバイスを受け、脚本・製作総指揮のブライアン・ヨーキーとも相談した結果、シーンを修正するのが正解と判断しました。」と語った。多くのメンタルヘルス専門家がNetflixの発表を歓迎する一方、配信開始から2年後の編集というNetflixの決断の遅さに対する批判もある。13の理由の視聴後に娘が自殺したジョイス・ディーソーンは、バズフィードの取材に対してこう語っている。
「（この発表は）少し遅すぎました。彼らは間違ったことをしたと認めたのでしょう。私は思いました。自ら命を絶った人々のどれくらいが彼らの責任なのだろうと。Netflixは私の家族を壊しました。私たちは今も、破壊された暮らしを戻そうとしているところです」
またこの問題は、世界保健機関（WHO）が全世界に向けて、「テレビや映画製作者らに向けた『自殺予防の指針』」を策定するきっかけにもなった。